# Kazuya Sunamori
Kazuya Sunamori (砂森 和也 Sunamori Kazuya?), född 2 september 1990 i Chiba prefektur, är en japansk fotbollsspelare.
Sunamori började sin karriär 2013 i Honda FC. Han spelade 79 ligamatcher för klubben. 2016 flyttade han till Kamatamare Sanuki. Efter Kamatamare Sanuki spelade han för Azul Claro Numazu och Kagoshima United FC.